# ألفرد حتمل
ألفرد حتمل، فنان تشكيلي سوري، ولد في بلدة  خبب في درعا في سوريا عام 1934، منذ صغره كان طفلًا موهوبًا وشغوفًا بالرسم إلا أنه لم يلقى التشجيع الكافي في الابتدائية، وفي المرحلة الثانوية لاقى التشجيع الذي انتظره طويلًا على يد الفنان ناظم الجعفري الذي شجعه وعرفه على المدرسة الواقعية فبدأ ألفريد حتمل يرسم الطبيعة والوجوه، فيما بعد التقى بالفنان الراحل أدهم إسماعيل وتتلمذ على يديه، مما فتح له الباب لينطلق بشكل جدي نحو عالم الفن التشكيلي.

## إنجازات ألفريد حتمل
كانت بدايات حتمل بعرض أعماله من خلال معرض لعدد من الفنانين الشباب وأقيم المعرض في المتحف الوطني في دمشق، وتم تنظيم هذا المعرض من قبل الفنان الراحل أدهم إسماعيل، في عام 1962، عمل ألفريد حتمل في وزارة الثقافة في مديرية الفنون الجميلة كمشرف على تنظيم المعارض، فقد نظّم العديد منها كتنظيم معرض الأسبوع الثقافي السوري في كل من الكويت والرباط.
أنتج حتمل خلال حياته عدد كبير من الأعمال الفنية وأقام العديد من المعارض الفردية المحلية والدولية، لقد مرَّ أسلوب ألفريد حتمل بالعديد من المراحل منها المرحلة الواقعية لكن الواقعية التي عمل فيها كانت خاصة به، فهو لم ينقل الأشياء بشكل تسجيلي حرفي إنما كان يبحث بهوس عما تخفيه الأشياء خلفها، فكان يضفي مشاعره الإنسانية على أعماله في هذه المرحلة، ومن هذه الاعمال لوحة نظرة صامتة، ولوحة الخريف، ولوحة منظر طبيعي كل هذه الأعمال كانت عام 1960.
في المرحلة الثانية التي كانت بداية سبعينيات القرن الماضي وامتدت حتى أواسط الثمانينيات، تطور أسلوب حتمل من خلال أسلوبه بتحوير الواقع، بالإضافة لتلاعبه بالألوان ليقدم من خلال اللون فكرة معينة، حيث عبر باللون في هذه المرحلة عن عاطفة قد تكون حزن أو تعبير عن مأساة أو فرح، كما قدم المعاناة الإنسانية ومقاومة الإنسان لها، فقد عمل على تكوينات بعيدة عن الواقع ومختلفة تمامًا عن أسلوبه السابق، وأبرز مواضيعه في تلك المرحلة الريف والمرأة والأرض.
لم تختلف المواضيع التي عالجها ألفريد حتمل في مرحلة الثالثة عن المراحل السابقة، فقد واصل تطرقه للمواضيع الإنسانية وعلاقة الإنسان بالأرض، لكن هذه المرة كان أسلوبه يختلف قليلًا، فقد تميز بالبساطة المتناهية والعفوية فقد بدا في بعض لوحاته أن الأشخاص قد تلاشوا وأنهم مجرد ظلال، وكأن النور ينبعث من ورائهم، فقد تميزت لوحاته في هذه المرحلة بدرجة من الإضاءة التي تبرز من خلال هذه الإضاءة الأشخاص الموجودين فيها، وكأن حتمل يريد ان يوصل لنا فكرة أن جوهر وجود الإنسان علاقته مع الأرض.
اشترك حتمل في العديد من المعارض العربية والدولية منها معرض بنال في الإسكندرية في عامي 1965 و1985، وفي روما وفي المركز الثقافي في باريس عام 1993، وفي نفس العام أوفي روما وفي المركز الثقافي في باريس عام 1993، وفي نفس العام أقام معرض في الأردن ومعرض في صالة دمشق، وفي جنوب أفريقيا ونال جائزة على أفضل لوحة، والبعض من أعمال ألفريد حتمل في متحف دمشق وحلب، واقتنت أعماله مؤسسات ووزارات السياحة والثقافة، بالإضافة لاقتناء أعماله من قبل مؤسسات أجنبية.

## أشهر أقوال ألفريد حتمل
إنّ الاهتمام بهذه الصناعة وتأمين مستلزماتها هو شيء ضروري جدًا حتى يضمن الفنان للوحته القبول.

## حياة ألفريد حتمل الشخصية
متزوج وله أولاد، وابنته رنا حتمل وهي فنانة تشكيلية وحاصلة على دكتوراه في التصميم المعماري، والقاص والأديب والصحفي الراحل جميل حتمل.

## وفاة ألفريد حتمل
توفي ألفريد حتمل في دمشق في سوريا في عام 1993، وذلك بعد صراعه مع مرض عضال عن عمر يناهز الستين عام.

## حقائق سريعة عن ألفريد حتمل
كان شغوفًا بالألوان الحارة والترابية.
ارتبطت مواضيع ألفريد حتمل الفنية بعلاقة المرأة بالأرض في الريف.
عمل ألفريد حتمل مدرسًا لمادة الرسم في المدارس الثانوية وفي مركز أدهم إسماعيل للفنون.
عمل حتمل مدرسًا لمادة الفنون في كل من معهد الفنون ومركز الفنون التشكيلية والتطبيقية في دمشق.
ألفرد حتمل (1934 - 1993) رسام تشكيلي سوري يعتبر من مؤسسي الحركة التشكيلية السورية، ولد في بلدة بر الياس عام 1934 م في لبنان.
- درس الفن دراسة خاصة.
- درّس الرسم في المدارس الثانوية وفي مركز أدهم إسماعيل للفنون.
- ربط تجاربه الفنية بموضوعات على صلة بالأرض وعلاقتها بالمرأة في الريف.
- عمل مدرساً لمادة الرسم في المدارس الثانوية وفي مركز أدهم إسماعيل للفنون.
- يعتبر من مؤسسي الحركة التشكيلية السورية.
- تتلمذ على يد الفنان ناظم الجعفري، وأدهم إسماعيل.
- عمل كمدرس لمادة الفنون في معهد الفنون وفي مركزي الفنون التشكيلية والتطبيقية في دمشق.
- عضو نقابة الفنون الجميلة.
- شارك بالعديد من المعارض الجماعية.
- ساهم في معارض الدولة ومعارض الجمعية السورية ورابطة الفنانين السوريين، وهو عضو نقابة الفنون الجميلة ومن مؤسسيها، ساهم في المعرض السنوي المتجول 1965 في سوريا.
- اشترك في معرض بنال الإسكندرية 1965-1985.
- اشترك في معرض الربيع لليونسكو في بيروت 1945- 1965.
- اقام معارض في روما، وفي المركز الثقافي السوري في باريس.1993
- معرض في الأردن.1993.
- معرض في صالة دمشق.1993.
- اقام معرض في جنوب أفريقيا ونال جائزة على أفضل لوحة.
- أعماله موجودة في متحف دمشق ومتحف حلب ومؤسسات وزارة السياحة والثقافة والوزارات الأخرى، ومؤسسات أجنبية في باريس وغيرها وقطاعات خاصة في العالم.

توفي في دمشق عام 1993.